# Baiyin
Baiyin (白银市; pinyin: Báiyín Shì) er et bypræfektur i den kinesiske provins Gansu. Den har et areal på 21.200 km², hvoraf 3478 km² er bymæssig bebyggelse, og en befolkning på 274.900 indbyggere (2000).

## Administrative enheder
Baiyin består af to bydistrikter og tre amter:
- Bydistriktet Baiyin – 白银区 Báiyín Qū ;
- Bydistriktet Pingchuan – 平川区 Píngchuān Qū ;
- Amtet Jingyuan – 靖远县 Jìngyuǎn Xiàn ;
- Amtet Huining – 会宁县 Huìníng Xiàn ;
- Amtet Jingtai – 景泰县 Jǐngtài Xiàn.